# Assedio di Lovanio
L’assedio di Lovanio, fu uno scontro combattuto presso la città di Lovanio (attuale Belgio) dal 24 giugno al 4 luglio 1635, nell'ambito della guerra degli ottant'anni. La poca organizzazione e la mancanza di una adeguata logistica, nonché la diffusione della malattia tra i francesi, assieme all'arrivo di rinforzi di 11 000 uomini tra gli spagnoli al comando di Ottavio Piccolomini, costrinsero gli invasori a togliere l'assedio alla città. Questo fallimento permise alle forze degli spagnoli di riprendere l'offensiva contro gli olandesi.

## Antefatto

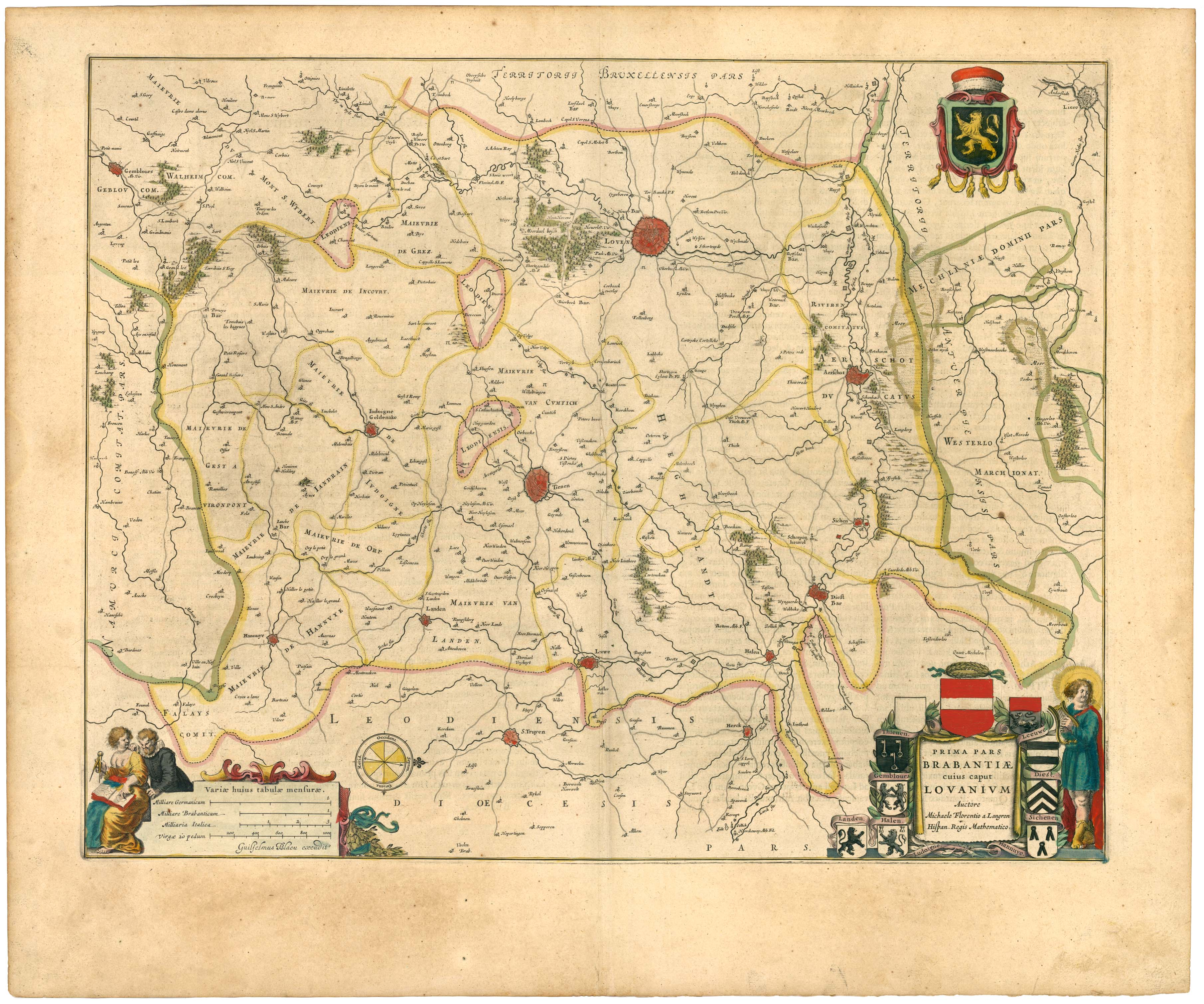
Mappa del Brabante nel 1645 in una stampa di Joan Blaeu.

Nel 1635 la repubblica olandese concluse un'alleanza con il Regno di Francia con l'obbiettivo di condividere la guerra in atto contro la Spagna da due fronti, nella speranza di porre finalmente fine alla guerra degli ottant'anni; l'accordo sarebbe stato di dividere il territorio olandese tra le potenze vincitrici. I francesi guidarono l'invasione da sud sconfiggendo gli spagnoli a Les Avins il 20 maggio, unendosi a Maastricht con le forze di Federico Enrico d'Orange che era partito con 20 000 fanti e 6000 cavalieri. Nel frattempo, il cardinale-infante Ferdinando d'Asburgo, che si trovava a Lovanio, ordinò ai tercios spagnoli di spostarsi a verso Tienen ed inviò il conte di Fuenclara in Germania con l'istruzione di chiedere l'aiuto dell'esercito imperiale.
L'esercito congiunto franco-olandese, che si attestava ora attorno alle 50 000 unità, composto da francesi, olandesi, tedeschi e inglesi, marciò verso Tienen, difesa da una piccola guarnigione al comando del capitano spagnolo Martín de los Alarcos. La città venne assaltata, razziata per tre giorni ed infine rasa al suolo. La guarnigione spagnola e la maggior parte degli abitanti vennero massacrati. Questo evento diede però a Ferdinando il tempo necessario per migliorare le fortificazioni di Lovanio e di accampare il suo esercito proprio davanti alla città. L'esercito franco-olandese apparve poco dopo a due leghe di distanza dal quartier generale di Ferdinando, ma rimase inattivo per ben otto giorni, dando così il tempo agli abitanti locali che avevano saputo del sacco di Tienen di trovare rifugio altrove, ma anche agli spagnoli di prepararsi allo scontro.

## L'assedio

### Le prime operazioni

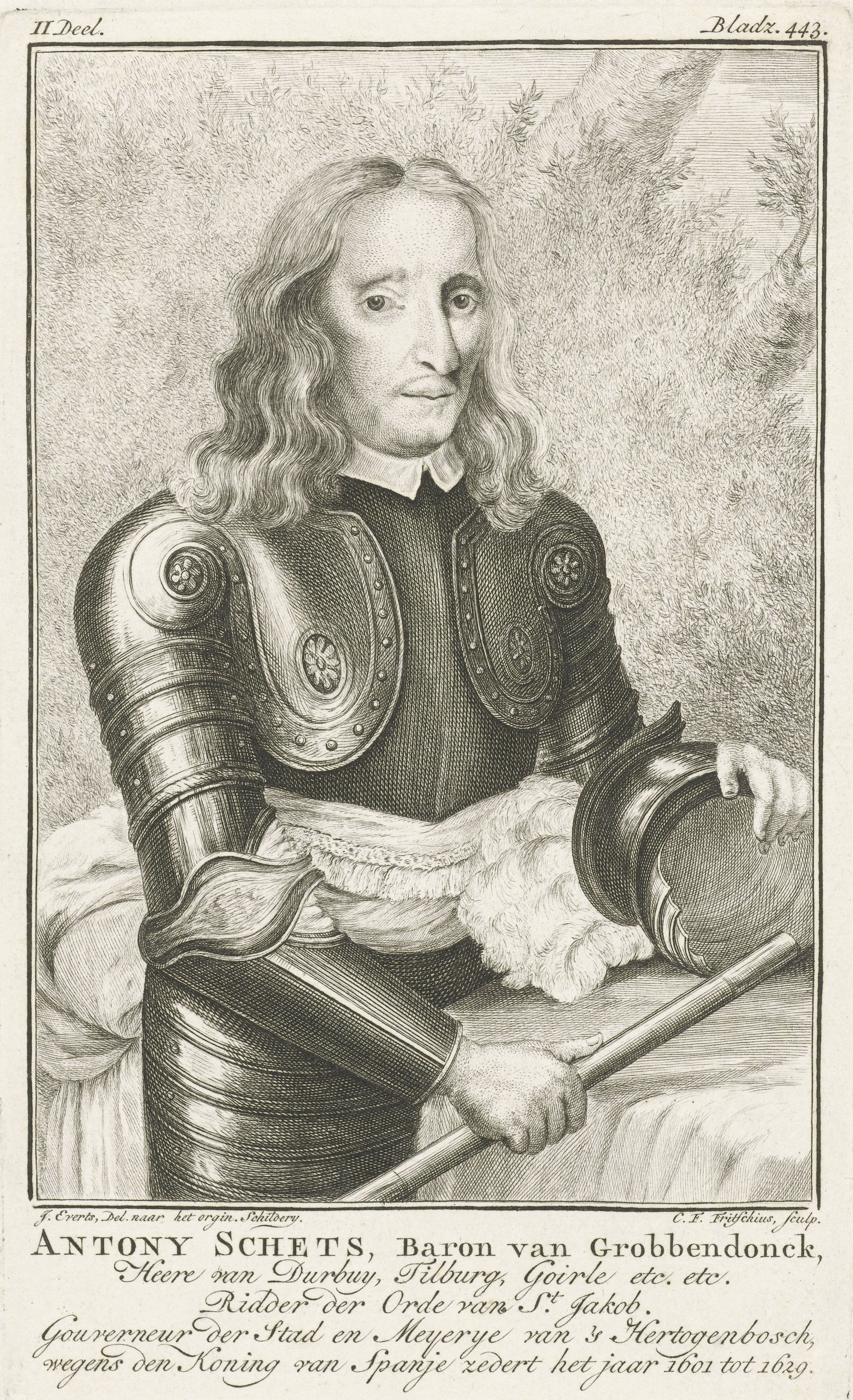
Anthonie Schetz, barone di Grobbendonck.

Il 20 giugno l'esercito franco-olandese organizzò un campo presso il fiume Dijle. Francisco de Moncada, III marchese di Aitona, al comando del tercio spagnolo del marchese di Celada, con diversi altri tercios e la cavalleria al comando di Giovanni VIII di Nassau-Siegen (cugino cattolico del principe d'Orange), procedettero a rinforzare la guarnigione tedesca locale gettando un ponte fortificato sul fiume Dijle temendo che l'esercito nemico avrebbe sfruttato quel punto per irrompere nell'area. Le truppe spagnole passarono due ore ad osservare i movimenti dei franco-spagnoli sulle colline dalla parte opposta del fiume, quando scoprirono che essi avrebbero utilizzato un ponte di barche apposito posto a una lega di distanza dal primo per oltrepassare il corso del Dijle. Il duca di Lerma venne inviato immediatamente sul posto per impedire l'attraversamento, con la cavalleria comandata da Juan de Vivero e con 300 moschettieri del tercio del marchese di Celada guidati dal capitano Antonio de Velandia. Quando gli spagnoli giunsero all'attraversamento, ad ogni modo, più di 4000 franco-olandesi avevano già oltrepassato il fiume ed occupato delle posizioni difensive, avendo iniziato le manovre all'alba di quello stesso giorno. Realizzando il fatto, il duca di Lerma ordinò al marchese di Celada di ritirarsi, avvisandolo tramite il capitano Diego de Luna che non avrebbe potuto venirgli incontro se i suoi uomini fossero stati attaccati, dal momento che la cavalleria di Giovanni di Nassau-Siegen era bloccata.

### L'assedio

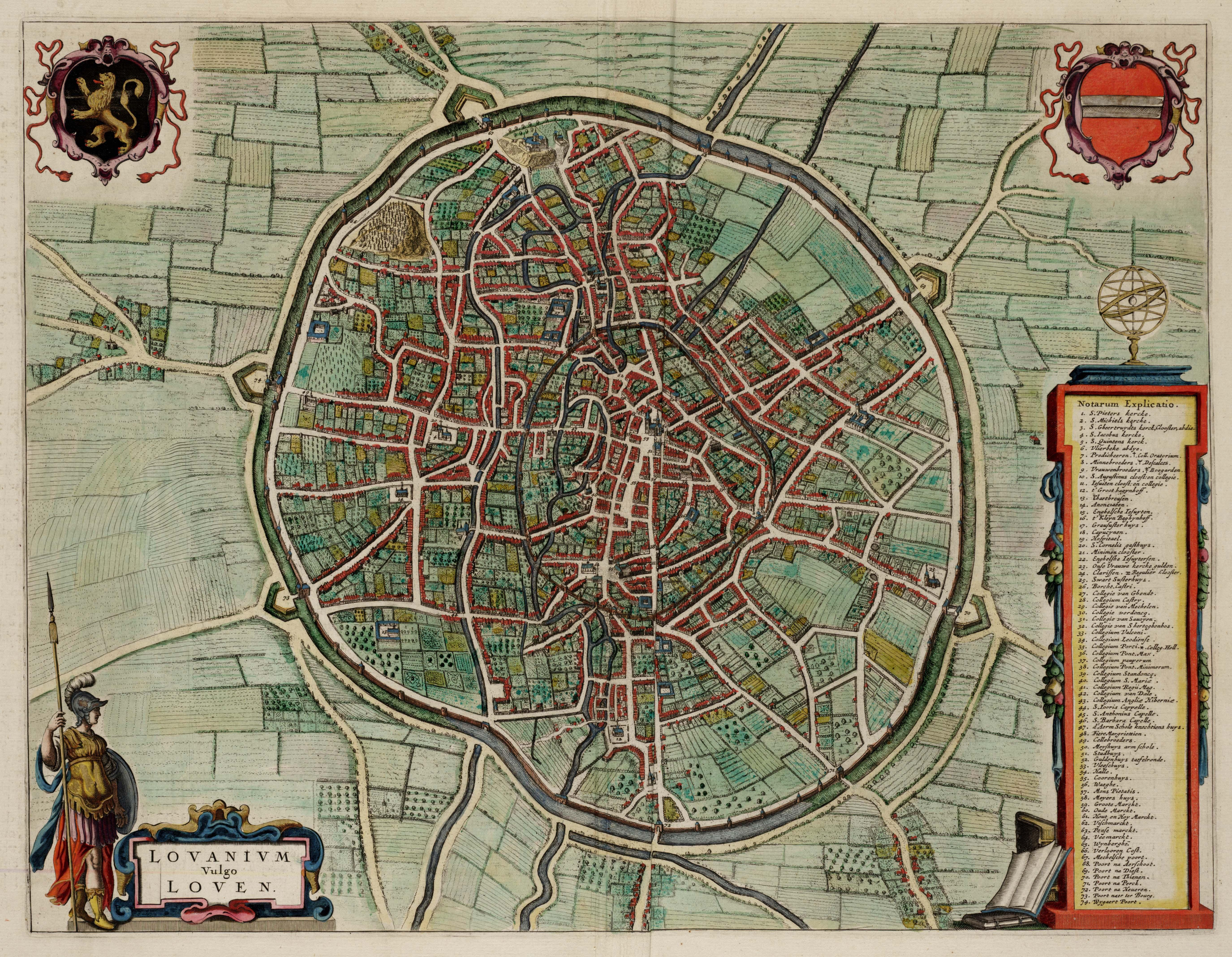
Mappa di Lovanio nel 1649, di Joan Blaeu.

Quella notte tutta l'artiglieria ed i bagagli rifornimenti tornarono a Bruxelles, ed il giorno successivo anche il cardinale-infante ed il suo accampamento, lasciando le difese di Lovanio al veterano Anthonie Schetz, barone di Grobbendonck. Questi era al comando del tercio di suo figlio, il barone di Wezemaal, del tercio vallone di Ribacourt e del tercio irlandese di Thomas Preston, oltre a cinque compagnie di milizia cittadina di Lovanio e degli studenti dell'università cittadina come volontari, oltre ad alcune unità di cavalleria. L'esercito franco-olandese, avendo attraversato il fiume Dijle, saccheggiò il villaggio di Tervuren, residenza dei duchi di Brabante, e raggiunse la periferia di Bruxelles. Il gruppo tornò quindi a Lovanio per investire la città in pieno. Iniziarono i preparativi per l'assedio con l'artiglieria da campo che aprì il fuoco sulle fortificazioni della città ed i pionieri che iniziarono l'escavazione di trincee. Gran parte dell'assedio venne diretto contro la porta di Vilvoorde, difesa da Preston col suo tercio irlandesi, con numerose sortite che ostruirono le opere d'assedio e demoralizzarono i soldati francesi. Le truppe vallone e gli studenti dell'università provarono pure loro delle sortite, distruggendo regolarmente ogni notte i lavori degli zappatori.

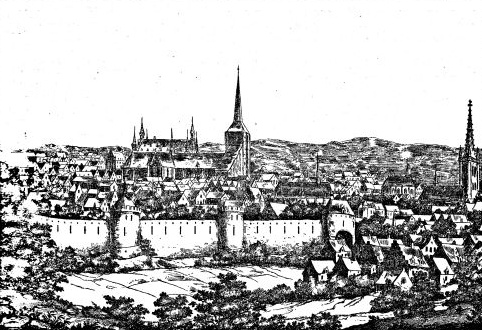
Lovanio nel 1610, stampa di Josse van der Baren. La città nel 1635 aveva ancora le proprie mura medievali.

Gli assedianti, irritati da questi ostacoli, decisero di attaccare i bastioni seppur esposti al fuoco nemico, sfruttando la loro preponderante superiorità numerica. In una notte tre reggimenti asaltarono i bastioni ma vennero sanguinosamente respinti dai difensori della città. La notte successiva, Federico Enrico in persona guidò l'assalto del rivellino che proteggeva la porta di Mechelen, guardato da un gruppo di irlandesi appena. Malgrado l'iniziale successo dell'attacco, gli irlandesi, aiutati da alcuni tedeschi e dagli abitanti, riuscirono a respingere gli uomini di Federico Enrico infliggendo loro pesanti perdite. Gran parte del fallimento venne causato dal fato che le manovre dei franco-olandesi erano state adeguatamente osservate da una torre fortificata situata tra le porte di Mechelen e Vilvoorde, chiamata popolarmente Verlooren-Kost. Questa torre, oltre che una valida posizione d'artiglieria, era utilizzata dal barone di Grobbendonck come avamposto d'osservazione. Quando i franco-olandesi realizzarono il fatto, la Verlooren-Kost venne posta sotto pesante fuoco d'assedio, ma lo spessore di oltre nove metri delle mura non poté essere abbattuto.

### I rinforzi

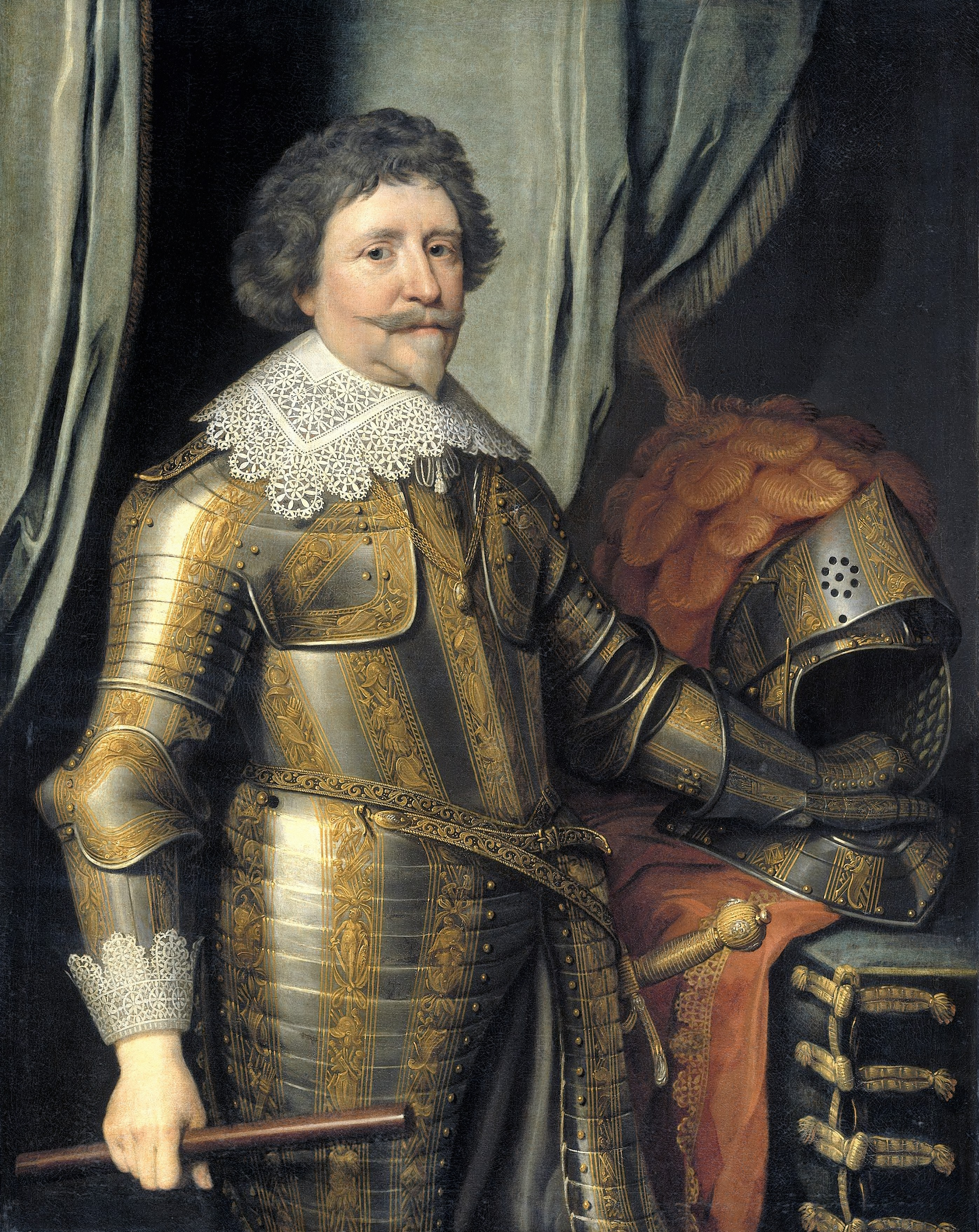
Il principe Federico Enrico, ritratto di Michiel Jansz van Mierevelt.

Il 29 giugno, festa dei Santi Pietro e Paolo, mentre i franco-olandesi rimanevano attivi nelle loro posizioni, Grobbendonck ordinò a 250 militari scelti di tentare una sortita. Il gruppo usci da tre diverse porte della città e si ritrovò davanti alla torre di Verlooren-Kost. A quel punto l'esercito spagnolo assediò le trincee nemiche prendendole di sorpresa. Circa 400 soldati olandesi, tra cui diversi ufficiali, vennero uccisi. Malgrado il colpo subito, Federico Enrico intimò comunque a Grobbendonck in quello stesso giorno la resa della piazzaforte, pena la minaccia di un massacro che si sarebbe abbattuto anche sugli abitanti della città. Cinque giorni dopo un esercito di rinforzo spagnolo al comando del generale Ottavio Piccolomini con 8000 cavalieri ed i tercios di Alonso Ladrón e Sigismondo Sfondrati, che si trovavano a Namur dopo la disfatta di Les Avins, e la retroguardia composta da 3000 fanti e cavalieri, giunsero in vista di Lovanio. La loro presenza costrinse i franco-olandesi, che già erano a corto di cibo, a ritirarsi dall'assedio ed a portarsi a nord nei territori delle Province Unite. Diversi soldati disertarono e vennero uccisi o catturati dalla cavalleria spagnola e dai contadini fiamminghi della zona. Poco dopo giunse sul posto anche il cardinal-infante con 22 000 fanti e 14 000 cavalieri.

## Conseguenze
Il fallimento dei franco-olandesi di fronte alle mura di Lovanio permise agli spagnoli di riprendere la loro offensiva contro il nemico. Il cardinal-infante contrattaccò spingendo l'esercito franco-olandese al confine dei territori delle Province Unite, ripiegando poi a nordest verso il Reno in direzione di Cleves, riconquistando Diest e Tienen. Un gruppo di 500 mercenari tedeschi al comando del tenente colonnello Eyndhouts, riuscì a prendere di sorpresa la fortezza olandese di Schenkenschans che all'epoca aveva a disposizione una guarnigione di soli 120 uomini, la notte del 27/28 luglio. Una guarnigione più numerosa venne quindi posta alla fortezza, dapprima al comando dello stesso Eyndhouts. Il governo olandese intervenne tempestivamente, ma non poté impedire che gli spagnoli occupassero con 20 000 uomini il ducato di Cleves tra l'agosto ed il settembre di quello stesso anno, con l'intento di collegare il forte di Shenck al grosso dell'esercito spagnolo nei Paesi Bassi. Questo esercito minacciò di invadere il cuore dei Paesi Bassi olandesi e per questo doveva necessariamente essere contrastato secondo gli intenti degli Stati Generali. Federico Enrico iniziò personalmente l'assedio del forte di Schenkenschans, ma passò ben presto il comando a suo cugino Giovanni Maurizio di Nassau-Siegen. Il forte cadde dopo un lungo e costoso assedio che perdurò per tutto l'inverno. Gli spagnoli a quel punto rivolsero la loro attenzione contro i francesi, invadendo la Francia settentrionale passando dalla Somma e raggiungendo Corbie.